# 돌마리도서관
돌마리도서관은 서울특별시 송파구의 도서관이다.

## 연혁
- 2011년 10월 석촌동 주민센터 청사 신축계획 수립
- 2014년 6월 공사 착공
- 2014년 9월 도서관운영 위탁자 선정(송파구 시설관리공단)
- 2014년 11월 도서관 명칭 선정
- 2014년 12월 17일 돌마리도서관 개관
- 2020년 1월 위탁자 변경(송파문화재단)